# NGC 6749
NGC 6749 ist die Bezeichnung eines Kugelsternhaufens im Sternbild Adler, dessen Entdeckung am 15. Juli 1827 von dem Astronomen John Herschel im New General Catalogue verzeichnet ist.